# En kvinnas huvud
En kvinnas huvud är en svensk film från 1997 med regi och manus av Lene Berg. Filmen är Bergs långfilmsdebut och i rollerna ses bland andra Rolf Skoglund, Reine Brynolfsson och Ingvar Hirdwall.

## Om filmen
Inspelningen ägde rum i Stockholm mellan 1993 och 1994 med Kalle Boman och Waldemar Bergendahl som producenter och Kajsa Andersö som fotograf. Filmen premiärvisades den 4 februari 1997 på Göteborgs filmfestival och hade biopremiär den 7 mars samma år på biograf Fågel Blå i Stockholm. Filmen visades där ett tiotal gånger innan den togs ned och har inte visats på någon biograf utanför Stockholm.
Filmen fick ett övervägande negativt mottagande där recensenterna förvisso berömde Berg för hennes intentioner, men inte var särskilt nöjda med framställningen.

## Handling
Edit van der Rohe och hennes pojkvän, Vlad Sundquist, går efter en fest hem till Edit. I en dröm får Edit veta att hon är gravid.

## Rollista
- Paola Holmér – Edit van der Rohe
- Magnus Lunell	– Vlad Sundquist, Edits pojkvän
- Rolf Skoglund – Leonard, ständig gäst på bokkaféet
- Reine Brynolfsson	– Wilhelm, ständig gäst på bokkaféet
- Ingvar Hirdwall – Düber, ständig gäst på bokkaféet
- Örjan Ramberg – Nikolaj
- Tommy Nilson – Henry
- Fred Hjelm – Ek
- Iodine Jupiter – den kristne
- Nidor O. Rohdin – en revolutionär
- Mikael Alonzo – badvakten
- Helena Kallenbäck	– fru Malmström, Edits granne
- Petter Alge – Erik, läkare, Edits vän
- Dieter Carlsson – gitarrspelande tysk turist
- Oscar Chröisty – pojken i Leonards sällskap
- Ester Boman	Edit som liten